# Claude Rijmenans
Claude Rijmenans (* 10. November 1948 in Rom) ist ein ehemaliger belgischer Diplomat.

## Leben
Claude Rijmenans studierte Sozialwissenschaft, trat 1975 in den auswärtigen Dienst, war in
Den Haag, 1978 in Bangkok Botschaftssekretär, in London und in Mexiko akkreditiert. Von 1990 bis 1992 war er in Toronto und 1992 in Casablanca Generalkonsul. 2000 bis 2004 war er Botschafter in Athen, Oktober 2004 bis April 2008 Botschafter in Madrid und 2008 bis 2010 Botschafter in Wien.